# Gerhard Kielwein (Rechtswissenschaftler)
Gerhard Kielwein (* 7. Januar 1922 in Stuttgart; † 19. November 2011) war ein deutscher Rechtswissenschaftler.

## Leben
Nach der Promotion mit der Dissertation Die Stellung der unbenannten Strafänderungsgründe im System des Strafrechts, erläutert am besonders schweren Fall 1947 und der Habilitation mit der Arbeit Die Straftaten gegen das Vermögen im englischen Recht 1953 in Freiburg erhielt er 1956 eine Professur für Strafrecht und Kriminologie an der Universität des Saarlandes. In den Jahren 1960 bis 1961 war er dort Dekan der Rechts- und Wirtschaftswissenschaftlichen Fakultät und von 1962 und 1964 Rektor der Universität. 1986/87 wurde er entpflichtet.
Kielwein war Mitglied des Präsidiums der Westdeutschen Rektorenkonferenz, von 1968 bis 1972 Präsident des Deutschen Akademischen Austauschdienstes, Vizepräsident der Alexander von Humboldt-Stiftung sowie Mitglied des SR-Rundfunkrats. Von 1975 bis 1991 war er außerdem Vorstandsvorsitzender des Studentenwerks im Saarland.
Für seine Verdienste wurde er mit dem Offizierskreuz der französischen Ehrenlegion und der Ehrenmitgliedschaft in der Japanischen Gesellschaft für Strafrecht ausgezeichnet. Daneben ernannte man ihn zum Ehrensenator der Universität des Saarlandes und verlieh ihm die Verdienstplakette des Deutschen Studentenwerks.